# 堀潤 Live Junction
『堀潤 Live Junction』（ほりじゅんライブジャンクション）は、TOKYO MXで2024年9月30日から生放送している報道番組である。

## 番組概要
『堀潤モーニングFLAG』、および『TOKYO MX news FLAG』の後継番組である。本番組開始に伴い、TOKYO MX平日のフラッグシップ報道番組の放送時間は4年ぶりに18時台に復帰。
2025年3月31日から、放送時間が1分前倒しし、17:59から放送される。また同年4月からは、『おはリナ!』内で放送していたTOKYOインフォメーションが、週2回（水・金曜 18:51から）放送される。

## 放送時間
※JST表記

### 現在
2025年3月31日 -
- 月曜（祝日含む）17:59 - 18:55
- 火曜 - 金曜（祝日含む）17:59 - 19:00

### 過去
2024年9月30日 - 2025年3月28日
- 月曜・木曜（祝日含む）18:00 - 18:55
- 火曜・水曜・金曜（祝日含む）18:00 - 19:00

## 出演者

### キャスター
- 堀潤（フリーアナウンサー、ジャーナリスト、元NHKアナウンサー）
  - 2024年12月4日放送分は、海外取材（韓国）のため、現地からリモート出演。
  - 2024年12月12日・13日放送分は、正月特番の取材（沖縄・石垣駐屯地）のため欠席。
  - 2025年2月28日放送分は、取材のため、福島市からリモート出演。
  - 2025年4月9日放送分は、大阪・関西万博の取材のため、現地（大阪市）からリモート出演。
  - 2025年5月13日から16日放送分は、海外取材（アメリカ・ニューヨーク）のため、13日・15日放送分は番組を欠席、14日・16日放送分は現地からリモート出演。
  - 2025年7月14日放送分は、海外取材（ミャンマー）から帰国中のため、現地の空港からリモート出演。
  - 2025年8月6日放送分は、取材のため、大阪・関西万博の会場からリモート出演。
  - 2025年8月9日放送分は、取材のため、長崎駅前からリモート出演。

- 豊崎由里絵（フリーアナウンサー、元毎日放送アナウンサー）
  - 月 - 木曜日を担当。

- 田中陽南（TOKYO MX 報道局報道部アナウンサー兼報道記者）[注 2]
  - 金曜日を担当。月・木曜日はお天気キャスターを担当。
  - 豊崎の不在時は、代役を担当。

### お天気キャスター
- 井澤咲乃（気象予報士、防災士、ウェザーマップ所属）
  - 火曜日を担当。　⚪︎報道番組で初めて夏軍曹を登場させた。

- 高安奈緒子（気象予報士、防災士、ウェザーマップ所属）
  - 水・金曜日を担当。

### 中継キャスター
- 坪北奈津美（フリーアナウンサー、元東日本放送アナウンサー）

### 曜日担当のコメンテーター
- 月曜日 - 石田健（The HEADLINE 編集長）[注 3]
- 火曜日 - ふかわりょう（タレント）[注 4]
- 水曜日 - みたらし加奈（臨床心理士、NPO法人「mimosas」代表副理事）
- 木曜日 - 八代英輝（国際弁護士、元裁判官）
- 金曜日 - 不定期

### その他のコメンテーター
- 池田健三郎（経済アナリスト、共同ピーアール総合研究所 所長）
- 泉房穂（前明石市長、元衆議院議員、弁護士）
- 伊藤聡子 （フリーキャスター、事業創造大学院大学客員教授）
- 荻原博子（経済ジャーナリスト）
- 長内あや愛（食文化研究家、株式会社食の会代表取締役、慶應義塾大学SFC研究所上席研究所員）
- 小幡和輝（株式会社ゲムトレ代表取締役）
- 風間晋（ジャーナリスト、元フジテレビ解説委員）
- 金子恵美（元衆議院議員）
- 萱野稔人（哲学者、津田塾大学教授）
- 河崎環（コラムニスト、立教大学社会学部兼任講師）
- 久保駿貴（株式会社ABABA代表）
- 小島慶子（エッセイスト、メディアパーソナリティー、元TBSアナウンサー、昭和女子大学現代ビジネス研究所 特別研究員）
- 渋谷啓太（microverse株式会社CEO、NFTコンテンツのプロデュース・販売支援）
- 島田さくら（弁護士）
- 白井智子（社会起業家、株式会社こども政策シンクタンク代表取締役）
- 神保拓也（株式会社トーチリレー代表取締役）
- 荘口彰久（フリーアナウンサー、元ニッポン放送アナウンサー）[注 5]
- 西内啓（統計家）
- 根本美緒（気象予報士、フリーキャスター、上智大学兼任講師、元東北放送アナウンサー）
- 能條桃子（一般社団法人NO YOUTH NO JAPAN代表理事）
- 林家三平（落語家）
- 春川正明（ジャーナリスト、元読売テレビ解説委員長）
- 東国原英夫（タレント、元宮崎県知事、元衆議院議員）
- 深澤真紀（関西大学特任教授）
- 藤井サチ（モデル、タレント）[注 2]
- 古井康介（政治専門広告代理店POTETO Media代表）
- 増田英彦（漫才師「ますだおかだ」）[注 6]
- 馬渕磨理子（経済アナリスト、日本金融経済研究所 代表理事）
- マライ・メントライン（ドイツ公共放送プロデューサー）
- モーリー・ロバートソン（国際ジャーナリスト）[注 2]
- 茂木健一郎（脳科学者、理学博士）
- 山崎怜奈（タレント、元乃木坂46）
- 山田ルイ53世（お笑い芸人「髭男爵」）
- ヨッピー（ライター）
- REINA（タレント）

### 激論サミット
- 青木律（日本美容医療協会 理事）
- 青味噌（インフルエンサー）
- 青山佾（元東京都副知事、明治大学名誉教授）
- 赤坂緑（認定NPO法人「フローレンス」代表理事）
- 秋葉弘道（スーパー「アキダイ」社長）
- 天野馨南子（ニッセイ基礎研究所）[注 7]
- 有賀雄一郎（元東京消防庁次長）
- 安藤健（人事コンサルタント、株式会社人材研究所）
- 安藤光展（サステナビリティ・コンサルタント）
- 安藤祐介（NPO法人「みんなのコード」CTO）
- 安藤玲子（こぐまの会 代表）
- 生島淳（スポーツジャーナリスト）
- 砂金宏和（団地再生支援協会 副会長、一級建築士）
- 石井くるみ（行政書士）
- 石井光太（作家）
- 石川一郎（学校改革プロデューサー）
- 石川裕一郎（聖学院大学政治経済学部 教授）
- 石村卓也（一般社団法人「ダークパターン対策協会」事務局長）
- 石渡勇（日本産婦人科医会 会長）
- 石渡嶺司（大学ジャーナリスト）
- 井田奈穂（一般社団法人「あすには」代表理事）
- 市川宏雄（明治大学名誉教授）
- 井出留美（食品ロス問題ジャーナリスト）
- 伊藤惇夫（政治アナリスト）
- 伊藤友則（早稲田大学ビジネスファイナンス研究センター 教授）
- 伊藤安海（山梨大学大学院教授）
- 稲継裕昭（早稲田大学政治経済学術院教授）
- 今井ゆかり（埼玉県学校栄養士研究会 会長）
- 井場ひとみ（「KOGYARU」プロデューサー）
- 岩田雅明（大学経営コンサルタント、新島学園短期大学学長）
- 上西一美（日本事故防止推進機構 理事長）
- 宇崎真里愛（豊島区ぷーすUPがーる）
- 薄井秀夫（寺院運営コンサルタント）
- 浦島茂世（美術ライター）
- 海野素央（明治大学教授）
- 江上剛（作家、元銀行員）
- 江口貴彦（明星大学特任教授）
- 江藤俊昭（大正大学教授）[注 8]
- 大澤正彦（日本大学文理学部准教授）[注 8]
- 大野元裕（埼玉県知事）
- 岡直樹（東京財団政策研究所 主任研究員）
- 岡田朋之（関西大学教授）[注 8]
- 小川淳也（立憲民主党 幹事長・衆議院議員）
- 小木曽健（インターネットリテラシー講師、国際大学 GLOCOM客員研究員）
- 長内厚（早稲田大学ビジネススクール教授）
- 小野亮（みずほリサーチ&テクノロジーズ）
- 小野寺史穂理（MeBuKi代表）
- 親野智可等（教育評論家）
- 開沼博（東京大学大学院情報学環准教授）
- 影島広泰（牛島総合法律事務所 弁護士）
- 柏木恭典（千葉経済大学短期大学部教授）
- 柏村祐（第一生命経済研究所）
- 片田珠美（精神科医）[注 8]
- 片山善博（元総務大臣、元鳥取県知事、大正大学特任教授）[注 9]
- 加藤久美子（自動車生活ジャーナリスト）
- 金山淳吾（一般社団法人「渋谷未来デザイン」ゼネラルプロデューサー、一般財団法人「渋谷区観光協会」代表理事）
- 川上和久（麗澤大学教授）
- 河上高廣（中小企業診断士）
- 川上裕信（サンシャインシティ 常務取締役）
- 川野智己（人材定着マスター）
- 河村小百合（財政制度等審議会、日本総合研究所調査部 主席研究員）
- 菊池盤（順天堂大学医学部 客員教授）
- 菊池洋匡（中学受験専門塾「伸学会」代表理事）
- 木曽崇（国際カジノ研究所、ナイトタイムエコノミー専門家）
- 北見万幸（横須賀市 特別福祉専門官）
- 北村義浩（日本尊厳死協会 理事長、日本医科大学医学教育センター 教授）
- 木本茂樹（弁護士）
- 清原博（国際弁護士）
- 串田誠一（日本維新の会 参議院議員、アニマルウェルフェア議連 副会長）
- 軍地彩弓（ファッション・クリエイティブ・ディレクター）
- 小崎恭弘（大阪体育大学教授）
- 小谷瑞季（合同会社Quicken. CEO、大阪大学在学）[注 8]
- 五野井郁夫（高千穂大学教授）
- 小林成基（自転車活用推進研究会 理事長）
- 小林悠（Educators for Future Japan代表）
- 小林秀行（トランサムノット合同会社 代表社員、企業危機管理士）
- 齋賀裕輝（公立小学校教員）
- 酒井才介（みずほリサーチ&テクノロジーズ）
- 坂本貴志（リクルートワークス研究所 研究員）
- 佐々木大志郎（NPO法人「トイミッケ」代表理事）
- 佐々木健（東京都ペストコントロール協会 技術委員長）
- 佐々木成三（元埼玉県警察捜査一課 刑事）
- 佐藤啓（自由民主党 参議院議員、治安・テロ・サイバー犯罪対策調査会 事務局長）
- 佐藤ゆかり（元衆議院議員、テンプル大学日本校客員教授）
- シオリーヌ（性教育YouTuber、助産師）
- 篠木幹子（中央大学総合政策学部教授）
- 杉本雅樹（産婦人科医）
- 鈴木香里武（タレント、岩壁幼魚採集家）
- 鈴木貴博（経営戦略コンサルタント）
- 関政幸（千葉県議会議員）
- 瀬女蘭（ホストクラブ経営者）
- 平和博（桜美林大学教授、ジャーナリスト、元朝日新聞記者）
- 高久玲音（一橋大学）
- 高際みゆき（豊島区長）
- 高野龍昭（東洋大学福祉社会デザイン学部教授）
- 高野智弘（株式会社SUBCORE 代表取締役）
- 高橋暁子（ITジャーナリスト、成蹊大学客員教授）
- 高橋直子（テレビリサーチャー）
- 高橋悠太（一般社団法人「かたわら」代表理事）[注 8]
- 滝澤恭平（株式会社ハビタ 代表）
- 竹下智（野村資本市場研究所）
- 竹田クニ（ホットペッパーグルメ外食総合研究所）
- 武田信子（一般社団法人「ジェイス」代表理事、臨床心理士）
- 田中淳夫（森林ジャーナリスト）[注 8]
- 田中慶太（株式会社ヴァンガードスミス 代表取締役、元警察官）
- 田中大介（日本女子大学人間社会学部教授）
- 田中秀明（明治大学公共政策大学院特任教授）
- 田辺俊介（早稲田大学文学学術院教授）
- 谷頭和希（都市ジャーナリスト、チェーンストア研究家）
- 谷川武（順天堂大学大学院教授）
- 土屋敏男（元日本テレビプロデューサー）
- 土屋康弘（池袋仲町会 地域活性化担当）
- 常見陽平（千葉商科大学准教授）
- 徳本修一（コメ農家）
- 戸田善恭（「保育料を経費に!訴訟」弁護団 団長）
- 富田基史（電力中央研究所 主任研究員）
- 鳥海高太朗（航空・旅行アナリスト）
- 中里浩（東京経済大学教授、元公正取引委員会審査長）
- 中島修（文京学院大学教授）
- 中嶋邦夫（ニッセイ基礎研究所）
- 中島春紫（明治大学農学部教授）
- 長妻昭（元厚生労働大臣、立憲民主党 代表代行・衆議院議員）
- なかのかおり（ジャーナリスト）
- 中野冠（慶應義塾大学大学院 SDM研究所）
- 永濱利廣（第一生命経済研究所 首席エコノミスト）
- 中村光沙（友情結婚相談所「カラーズ」代表）
- 中室牧子（慶應義塾大学教授）
- 中山義隆（石垣市長）[注 8]
- 難波三郎（中小企業診断士）
- 西尾克洋（相撲ライター）
- 西川伸一（明治大学教授）
- 西田亮介（社会学者、日本大学危機管理学部教授）
- 西山守（桜美林大学准教授）
- 西脇亨輔（弁護士、元テレビ朝日アナウンサー・法務部長）
- 二宮朋子（日本ハラスメントリスク管理協会 認定講師、元テレビ宮崎アナウンサー）
- 根本敏則（敬愛大学教授）
- 根本祐二（東洋大学名誉教授）
- 橋本愛喜（元トラックドライバー、ライター）
- 橋本淳司（水ジャーナリスト）
- 長谷部健（渋谷区長）
- 旗手勝浩（歯科技工士）
- 服部啓一郎（弁護士）
- 樋口高顕（千代田区長）
- 平尾剛（元ラグビー日本代表、神戸親和大学教授）[注 8]
- 福田充（日本大学危機管理学部教授）
- 藤倉たける（NPO法人「日本弱者男性センター」）
- 藤原規眞（立憲民主党衆議院議員、弁護士）
- 保坂直紀（東京大学大気海洋研究所 特任研究員）
- 前原一輝（弁護士）
- 前原一仁（池袋西口駅前商店会 副会長）
- 牧野和夫（弁護士）
- 牧野知弘（不動産事業プロデューサー、オラガ総研 代表）
- 松崎健夫（映画評論家）
- 三上洋（ITジャーナリスト、文教大学情報学部非常勤講師）
- 水野崇（ファイナンシャル・プランナー）
- 水野泰志（メディア激動研究所代表、元東京新聞記者）
- 満田将太（高齢者住まいアドバイザー）
- 宮田サラ（株式会社nest 取締役）
- 村木功（筑波大学医学医療系 教授）
- 藻谷浩介（日本総合研究所 主席研究員）
- 百瀬まなみ（行政書士）
- 森雅人（元刑事）
- 森澤恭子（品川区長）
- 森田正光（気象予報士）
- 森田幸雄（麻布大学獣医学科教授）
- 守屋実（新規事業家）
- 森山進一郎（東京学芸大学教育学部准教授）
- 八木秀次（麗澤大学国際学部教授）
- 安井洋輔（日本総合研究所 主席研究員）
- 矢田稚子（内閣総理大臣補佐官）
- 山口真一（国際大学 GLOCOM准教授）[注 8]
- 山下真輝（JTB総合研究所 首席研究員）
- 山田敏弘（国際情勢アナリスト）
- 山田昌弘（中央大学教授）[注 10]
- 山本隆三（国際環境経済研究所 所長、常葉大学名誉教授）
- 山本遼（R65不動産代表）
- 山谷修作（東洋大学名誉教授）[注 8]
- 結城康博（淑徳大学教授）
- 吉野なお（プラスサイズモデル）
- 吉村洋文（大阪府知事、日本維新の会 代表）[注 8]
- 吉本明平（地域情報化アドバイザー）
- 和田一郎（横浜国立大学教育学部教授）
- 渡部尚（東村山市長、東京都市長会 会長）

## コーナー
- New global
- トヨサキ育児っと
- モクゲキシャ
- ツイセキシャ
- AIホリジュン
- TOKYOインフォメーション